# Benjamin Veillas
Benjamin Veillas (26 febbraio 1978) è un copilota di rally francese.

## Carriera
Veillas fa il suo esordio nel Campionato del mondo Rally nel 1999 quando prende parte, in equipaggio con Frank Lions, al Tour de Corse conclusosi anzitempo per un ritiro. Nel 2016, in occasione del Rally d'Argentina conquista, con Eric Camilli alla guida, i primi punti iridati grazie all'ottavo posto assoluto. Nel 2022, con Sébastien Ogier alla guida, dopo aver ottenuto due piazzamenti a podio, vince il Rally di Catalogna.

## Vittorie nei Rally

### WRC
| # | Anno | Evento             | Pilota          | Auto                          | Squadra                 |
| - | ---- | ------------------ | --------------- | ----------------------------- | ----------------------- |
| 1 | 2022 | Rally di Catalogna | Sébastien Ogier | Toyota GR Yaris Rally1 Hybrid | Toyota Gazoo Racing WRT |

### WRC-2
| # | Anno | Evento             | Pilota       | Auto           | Squadra                  |
| - | ---- | ------------------ | ------------ | -------------- | ------------------------ |
| 1 | 2017 | Rally di Germania  | Eric Camilli | Ford Fiesta R5 | M-Sport World Rally Team |
| 2 | 2019 | Rally di Catalogna | Eric Camilli | Citroën C3 R5  | -                        |

### Altri Rally
| # | Stagione | Campionato                  | Evento                                             | Pilota            | Auto                     |
| - | -------- | --------------------------- | -------------------------------------------------- | ----------------- | ------------------------ |
| 1 | 2007     | Coppa di Francia VHC        | Rallye National Grasse Fleurs et Parfums VHC       | Gérard Bley       | Opel Kadett E/GT         |
| 2 | 2012     | Campionato francese asfalto | Rallye Région Limousin - Lac de Vassivière         | Stéphane Sarrazin | Peugeot 307 WRC          |
| 3 | 2012     | Campionato francese asfalto | Rallye Mont-Blanc Morzine                          | Stéphane Sarrazin | Peugeot 307 WRC          |
| 4 | 2014     | Coppa di Francia VHC        | Rallye Régional de la Croisette VHC                | Jacques Lions     | Ford Escort RS 1800 MKII |
| 5 | 2019     | Coppa di Francia            | Martinique Rallye Tour                             | Simon Jean-Joseph | Citroën C3 R5            |
| 6 | 2021     | Coppa di Francia            | Rallye National Pays de Grasse - Fleurs et Parfums | Franck Lions      | Škoda Fabia Rally2 evo   |
| 7 | 2021     | Campionato francese terra   | Rallye Terre de Vaucluse                           | Stéphane Lefebvre | Citroën DS3 WRC          |
| 8 | 2023     | Campionato francese asfalto | Rallye Aveyron Rouergue - Occitanie                | Eric Camilli      | Citroën C3 Rally2        |

## Risultati nel mondiale rally

### WRC
| 1999 | Scuderia | Vettura               |  |  |  |  |  |     |  |  |  |  |  |  |  |  |  |  | Punti | Pos. |
| ---- | -------- | --------------------- |  |  |  |  |  | --- |  |  |  |  |  |  |  |  |  |  | ----- | ---- |
| 1999 |          | Renault Clio Williams |  |  |  |  |  | Rit |  |  |  |  |  |  |  |  |  |  | 0     |      |

| 2008 | Scuderia | Vettura                    |     |  |  |  |  |  |  |  |  |  |  |  |  |  |  |  | Punti | Pos. |
| ---- | -------- | -------------------------- | --- |  |  |  |  |  |  |  |  |  |  |  |  |  |  |  | ----- | ---- |
| 2008 |          | Mitsubishi Lancer Evo VIII | Rit |  |  |  |  |  |  |  |  |  |  |  |  |  |  |  | 0     |      |

| 2015 | Scuderia   | Vettura        |    |  |  |  |     |    |  |    |    |  |    |     |    |  |  |  | Punti | Pos. |
| ---- | ---------- | -------------- | -- |  |  |  | --- | -- |  | -- | -- |  | -- | --- | -- |  |  |  | ----- | ---- |
| 2015 | Team Oreca | Ford Fiesta R5 | 15 |  |  |  | Rit | 16 |  | 52 | 14 |  | 16 | Rit | 12 |  |  |  | 0     |      |

| 2016 | Scuderia                 | Vettura                           |     |  |    |   |   |   |    |     |    |   |    |    |     |  |  |  | Punti | Pos. |
| ---- | ------------------------ | --------------------------------- | --- |  | -- | - | - | - | -- | --- | -- | - | -- | -- | --- |  |  |  | ----- | ---- |
| 2016 | M-Sport World Rally Team | Škoda Fabia R5 Ford Fiesta RS WRC | Rit |  | 16 | 8 | 5 | 6 | 10 | Rit | 50 | 8 | 18 | 10 | Rit |  |  |  | 28    | 11º  |

| 2017 | Scuderia                 | Vettura        |    |    |    |    |  |    |   |    |    |    |    |    |  |  |  |  | Punti | Pos. |
| ---- | ------------------------ | -------------- | -- | -- | -- | -- |  | -- | - | -- | -- | -- | -- | -- |  |  |  |  | ----- | ---- |
| 2017 | M-Sport World Rally Team | Ford Fiesta R5 | 12 | 14 | 11 | 28 |  | 21 | 9 | 14 | 12 | 10 | 16 | 12 |  |  |  |  | 3     | 21º  |

| 2018 | Scuderia                                       | Vettura                               |     |  |  |  |  |  |  |  |     |  |    |    |  |  |  |  | Punti | Pos. |
| ---- | ---------------------------------------------- | ------------------------------------- | --- |  |  |  |  |  |  |  | --- |  | -- | -- |  |  |  |  | ----- | ---- |
| 2018 | M-Sport World Rally Team Volkswagen Motorsport | Ford Fiesta R5 Volkswagen Polo GTI R5 | Rit |  |  |  |  |  |  |  | Rit |  | 24 | 35 |  |  |  |  | 0     |      |

| 2019 | Scuderia         | Vettura                          |  |  |  |  |  |  |  |  |    |    |  |  |    |  |  |  | Punti | Pos. |
| ---- | ---------------- | -------------------------------- |  |  |  |  |  |  |  |  | -- | -- |  |  | -- |  |  |  | ----- | ---- |
| 2019 | M-Sport Ford WRT | Ford Fiesta Rally2 Citroën C3 R5 |  |  |  |  |  |  |  |  | 13 | 15 |  |  | 10 |  |  |  | 1     | 32º  |

| 2021 | Scuderia     | Vettura           |  |  |  |    |  |  |  |  |  |  |  |  |  |  |  |  | Punti | Pos. |
| ---- | ------------ | ----------------- |  |  |  | -- |  |  |  |  |  |  |  |  |  |  |  |  | ----- | ---- |
| 2021 | Sports & You | Citroën C3 Rally2 |  |  |  | 39 |  |  |  |  |  |  |  |  |  |  |  |  | 0     |      |

| 2022 | Scuderia                | Vettura                       |    |  |  |    |  |    |  |  |  |  |    |   |  |  |  |  | Punti | Pos. |
| ---- | ----------------------- | ----------------------------- | -- |  |  | -- |  | -- |  |  |  |  | -- | - |  |  |  |  | ----- | ---- |
| 2022 | Toyota Gazoo Racing WRT | Toyota GR Yaris Rally1 Hybrid | 25 |  |  | 50 |  | 43 |  |  |  |  | 23 | 1 |  |  |  |  | 85    | 6º   |

| 2023 | Scuderia         | Vettura                 |  |  |  |  |  |  |  |  |  |  |  |    |  |  |  |  | Punti | Pos. |
| ---- | ---------------- | ----------------------- |  |  |  |  |  |  |  |  |  |  |  | -- |  |  |  |  | ----- | ---- |
| 2023 | M-Sport Ford WRT | Ford Puma Rally1 Hybrid |  |  |  |  |  |  |  |  |  |  |  | 10 |  |  |  |  | 1     | 25º  |

| Legenda | 1º posto | 2º posto | 3º posto | A punti | Senza punti | Ritirato | Squalificato | NP=Non partito C=Gara cancellata | Apice=Power stage |

### WRC-2 Pro
| 2019 | Scuderia         | Vettura            |  |  |  |  |  |  |  |  |   |   |  |  |  |  |  |  | Punti | Pos. |
| ---- | ---------------- | ------------------ |  |  |  |  |  |  |  |  | - | - |  |  |  |  |  |  | ----- | ---- |
| 2019 | M-Sport Ford WRT | Ford Fiesta Rally2 |  |  |  |  |  |  |  |  | 2 | 2 |  |  |  |  |  |  | 36    | 6º   |

| Legenda | 1º posto | 2º posto | 3º posto | A punti | Senza punti | Ritirato | Squalificato | NP=Non partito C=Gara cancellata | Apice=Power stage |

### WRC-2
| 2015 | Scuderia   | Vettura        |   |  |  |  |     |   |  |    |   |  |   |     |   |  |  |  | Punti | Pos. |
| ---- | ---------- | -------------- | - |  |  |  | --- | - |  | -- | - |  | - | --- | - |  |  |  | ----- | ---- |
| 2015 | Team Oreca | Ford Fiesta R5 | 4 |  |  |  | Rit | 8 |  | 11 | 2 |  | 3 | Rit | 2 |  |  |  | 67    | 6º   |

| 2016 | Scuderia | Vettura        |     |  |  |  |  |  |  |  |  |  |  |  |  |  |  |  | Punti | Pos. |
| ---- | -------- | -------------- | --- |  |  |  |  |  |  |  |  |  |  |  |  |  |  |  | ----- | ---- |
| 2016 |          | Škoda Fabia R5 | Rit |  |  |  |  |  |  |  |  |  |  |  |  |  |  |  | 0     |      |

| 2017 | Scuderia                 | Vettura        |   |   |   |   |  |   |  |  |  |   |  |   |  |  |  |  | Punti | Pos. |
| ---- | ------------------------ | -------------- | - | - | - | - |  | - |  |  |  | - |  | - |  |  |  |  | ----- | ---- |
| 2017 | M-Sport World Rally Team | Ford Fiesta R5 | 4 | 4 | 2 | 8 |  | 7 |  |  |  | 1 |  | 2 |  |  |  |  | [ 7 ] |      |

| 2018 | Scuderia                                       | Vettura                               |     |  |  |  |  |  |  |  |     |  |    |    |  |  |  |  | Punti | Pos. |
| ---- | ---------------------------------------------- | ------------------------------------- | --- |  |  |  |  |  |  |  | --- |  | -- | -- |  |  |  |  | ----- | ---- |
| 2018 | M-Sport World Rally Team Volkswagen Motorsport | Ford Fiesta R5 Volkswagen Polo GTI R5 | Rit |  |  |  |  |  |  |  | Rit |  | 10 | 17 |  |  |  |  | [ 7 ] |      |

| 2019 | Scuderia | Vettura            |  |  |  |  |  |  |  |  |  |  |  |  |   |  |  |  | Punti | Pos. |
| ---- | -------- | ------------------ |  |  |  |  |  |  |  |  |  |  |  |  | - |  |  |  | ----- | ---- |
| 2019 |          | Ford Fiesta Rally2 |  |  |  |  |  |  |  |  |  |  |  |  | 1 |  |  |  | 25    | 21º  |

| 2021 | Scuderia     | Vettura           |  |  |  |    |  |  |  |  |  |  |  |  |  |  |  |  | Punti | Pos. |
| ---- | ------------ | ----------------- |  |  |  | -- |  |  |  |  |  |  |  |  |  |  |  |  | ----- | ---- |
| 2021 | Sports & You | Citroën C3 Rally2 |  |  |  | 83 |  |  |  |  |  |  |  |  |  |  |  |  | 7     | 25º  |

| Legenda | 1º posto | 2º posto | 3º posto | A punti | Senza punti | Ritirato | Squalificato | NP=Non partito C=Gara cancellata | Apice=Power stage |

### 2-L WC
| 1999 | Scuderia | Vettura               |  |  |  |  |  |     |  |  |  |  |  |  |  |  |  |  | Punti | Pos. |
| ---- | -------- | --------------------- |  |  |  |  |  | --- |  |  |  |  |  |  |  |  |  |  | ----- | ---- |
| 1999 |          | Renault Clio Williams |  |  |  |  |  | Rit |  |  |  |  |  |  |  |  |  |  | 0     |      |

| Legenda | 1º posto | 2º posto | 3º posto | A punti | Senza punti | Ritirato | Squalificato | NP=Non partito C=Gara cancellata | Apice=Power stage |

### Gruppo N
| 1999 | Scuderia | Vettura               |  |  |  |  |  |     |  |  |  |  |  |  |  |  |  |  | Punti | Pos. |
| ---- | -------- | --------------------- |  |  |  |  |  | --- |  |  |  |  |  |  |  |  |  |  | ----- | ---- |
| 1999 |          | Renault Clio Williams |  |  |  |  |  | Rit |  |  |  |  |  |  |  |  |  |  | 0     |      |

| Legenda | 1º posto | 2º posto | 3º posto | A punti | Senza punti | Ritirato | Squalificato | NP=Non partito C=Gara cancellata | Apice=Power stage |